# Lilla Björkgölen
Lilla Björkgölen är en sjö i Askersunds kommun i Närke och ingår i Motala ströms huvudavrinningsområde. Sjöns area är 0,0015 kvadratkilometer och den är belägen 170 meter över havet.